# Дюрринев Кадын-эфенди
Дюррине́в Кады́н-эфе́нди (тур. Dürrinev Kadın Efendi), также Дюррюне́в Кады́н-эфе́нди (тур. Dürrünev Kadın Efendi; 15 марта 1835, Батуми — 1892/1895, Стамбул) — главная жена (башкадын-эфенди) османского султана Абдул-Азиза и мать двоих его детей. После свержения и смерти мужа проживала во дворце Ферие, где и скончалась в возрасте 60 лет.

## Биография

### Происхождение и ранние годы
Дюрринев Кадын-эфенди родилась 15 марта 1835 года. По воспоминаниям придворной дамы Назикеды Кадын-эфенди и внучатой племянницы Дюрринев Лейлы Ачбы, описанным в её книге «Воспоминания черкесской княжны о султанском гареме», Дюрринев родилась в Батуми в семье абхазского князя Махмуда Дзяпш-Ипа и его жены Халиме-ханым, принадлежавшей к княжескому роду Чхотуа; именем при рождении девочки, согласно этой версии, было Мелек Дзяпш-Ипа. Помимо Мелек в семье было ещё две дочери — Айше (1838—1901) и Алие. Кроме того, согласно книге Харун Ачбы «Жёны султанов: 1839—1924», по материнской линии Дюрринев приходилась тёткой четвёртой жене Мехмеда V, Назпервер Кадын-эфенди.
В раннем возрасте вместе с сестрой Айше Мелек была отдана в султанский дворец, где обе они оказались на службе у главной жены Абдул-Меджида I Серветсезы Кадын-эфенди. Именно Серветсеза дала новые имена девочкам — Дюрринев и Кемалифер. Позднее Айше Кемалифер покинула дворец и вышла замуж за черкесского князя Омера Ачбу, от которого у неё было пятеро детей. Двое сыновей Айше, Мехмед Рефик-бей и Нуман-бей, служили при дворе Абдул-Хамида II, а дочь Джавидан стала женой единственного сына Дюрринев Юсуфа Иззеддина-эфенди. При османском дворе Дюрринев увлеклась живописью и игрой на фортепиано, а также выучила французский язык.

### Жена султана

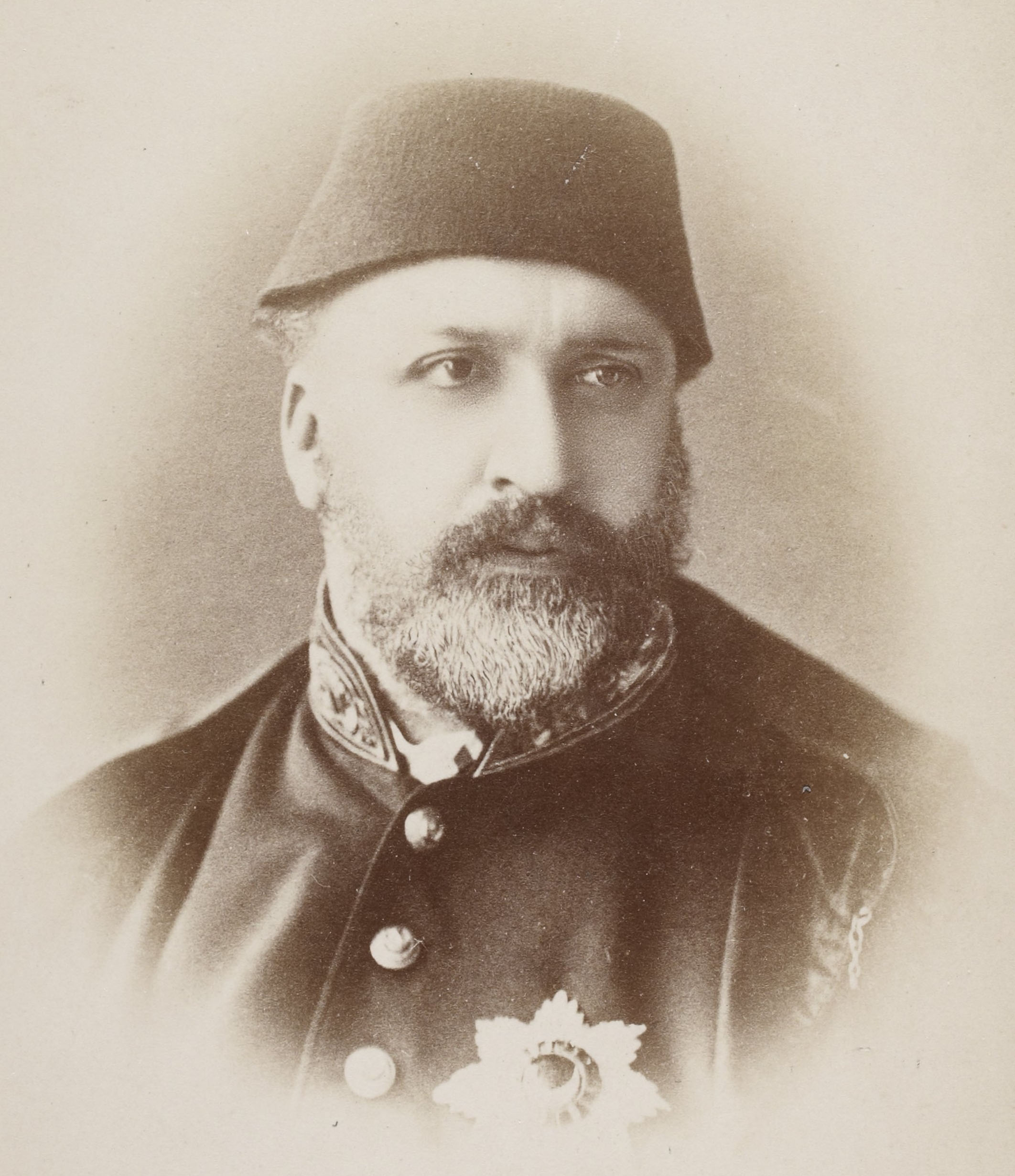
Султан Абдул-Азиз, супруг Дюрринев

С будущим султаном Абдул-Азизом Дюрринев познакомилась во время одного из его визитов к Серветсезе, когда самой Дюрринев был 21 год. Абдул-Азиз попросил Серветсезу выдать Дюрринев за него замуж, но та сначала наотрез отказалась отдавать свою подопечную за будущего султана, а позже всё таки согласилась. Брак был заключён во дворце Долмабахче 20 мая 1856 года. Дюрринев стала единственной женой Абдул-Азиза, брак с которой был заключён до его восшествия на престол. Дюрринев стала матерью двоих детей: сына Юсуфа Иззеддина-эфенди (1857—1916) и дочери Салихи-султан (1862—ок. 1941).
После восшествия Абдул-Азиза на престол в 1861 году Дюрринев получила титул главной жены султана — башкадын-эфенди. В статусе главной жены Дюрринев участвовала в придворных мероприятиях: так, в октябре 1868 года Дюрринев встретилась с императрицей Франции Евгенией де Монтихо, а годом позже — с принцессой Уэльской Александрой во время визита Уэльской четы в Стамбул. Британская писательница и сторонница женского образования Мария Джорджина Грей так описывала Дюрринев во время визита принца и принцессы Уэльских: «У султана только одна жена, и ей в присутствии старой султаны (его матери), согласно их этикету, не разрешается говорить, и я думаю, что только в честь нашего визита ей было позволено не сидеть на полу… У молодой султаны (жены) было очень красивое, утончённое на наш вкус лицо, но здесь ею совсем не восхищались, считая слишком худой. Она была одета вполне в европейском стиле: длинное вечернее платье, расшитое кружевом, с длинным шлейфом, и лентой через плечо с Турецкой звездой, короче говоря, одета она была как любая европейская принцесса». Императрица Евгения же была очарована Дюрринев: она восхищала своим более красивым и модным нарядом, а поза, взгляд и походка её были пронизаны благородством.

### Заточение в Ферие
В ночь с 29 на 30 мая 1876 года султан Абдул-Азиз был смещён с трона собственным племянником Мурадом V и на следующий день перевезён вместе с семьёй во дворец Ферие. При этом, Дюрринев, как и других членов семьи Абдул-Азиза, обыскали и забрали все ценности по приказу нового султана и его матери валиде Шевкефзы-султан. 4 июня супруг Дюрринев был найден мёртвым при загадочных обстоятельствах: официально было объявлено, что свергнутый султан совершил самоубийство, перерезав вены на запястьях, однако дальнейшее расследование в 1881 году показало, что он был убит. По словам Харун Ачбы, покои Дюрринев располагались над комнатой, где был убит её супруг, и когда башкадын увидела тело Абдул-Азиза, она упала в обморок. Позднее Дюрринев была доставлена в суд, где была допрошена для установления обстоятельств смерти её мужа. Вернувшись в Ферие, Дюрринев рассказала семье, что к ней как к вдове султана не проявили ни капли уважения в суде. Кроме того, ей было запрещено покидать свои комнаты во дворце, где она оказалась заперта с двумя придворными дамами. Аналогичным мерам были подвергнуты мать покойного султана и другие его жёны.
Правление Мурада V оказалось недолгим: 31 августа 1876 года на трон в результате очередного переворота взошёл Абдул-Хамид II, позволивший семье Абдул-Азиза покинуть своё заточение. Тем не менее, как и другие вдовы Абдул-Азиза, Дюрринев осталась жить во дворце Ферие в спокойной обстановке вдали от двора. Главная жена Абдул-Азиза скончалась в Ферие по разным данным 24 августа 1892 года, 7 октября, 4 или 7 декабря 1895 года и была похоронена в мавзолее Махмуда II рядом с мужем.

## Потомство
Достоверно известно о двоих детях Абдул-Азиза от Дюрринев:
- Шехзаде Юсуф Иззеддин-эфенди (11 октября 1857, Стамбул — 1 февраля 1916, там же) — с 1909 года и до своей смерти носил титул наследника престола. Был четырежды женат, в двух из этих браков имел четверых детей. Юсуф Иззеддин совершил самоубийство на своей вилле в Стамбуле, хотя ходили слухи, что он был убит, как и отец[20][4].
- Салиха-султан (10 августа 1862, Стамбул — ок. 1941, Каир) — с 20 апреля 1889 года была замужем за Куртзаде Ахмед Зюлькюфль-пашой. После свержения султаната Салиха оказалась в изгнании в Египте, где и скончалась примерно в 1941 году[21][22].

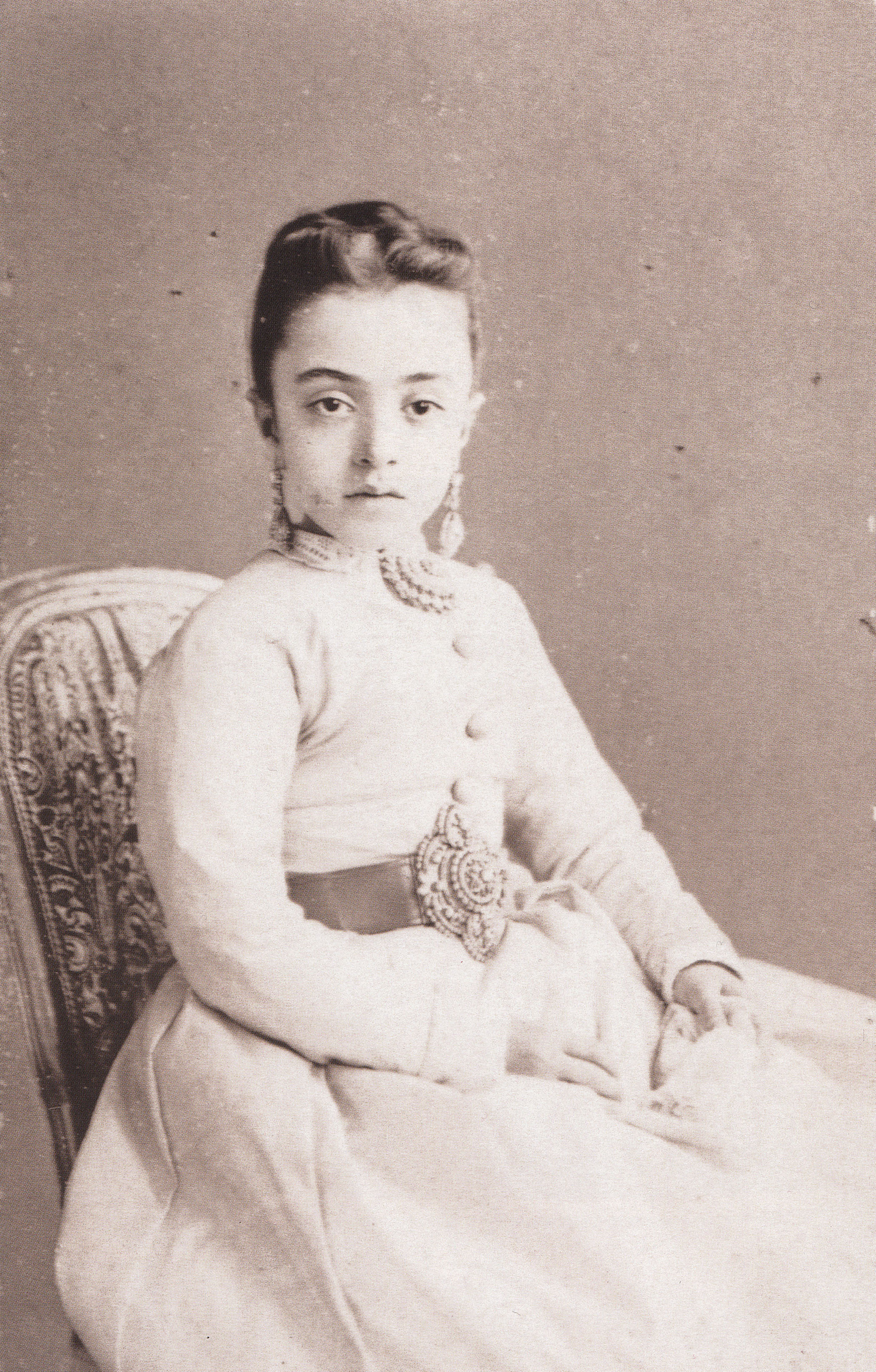
Салиха-султан в 1873 году
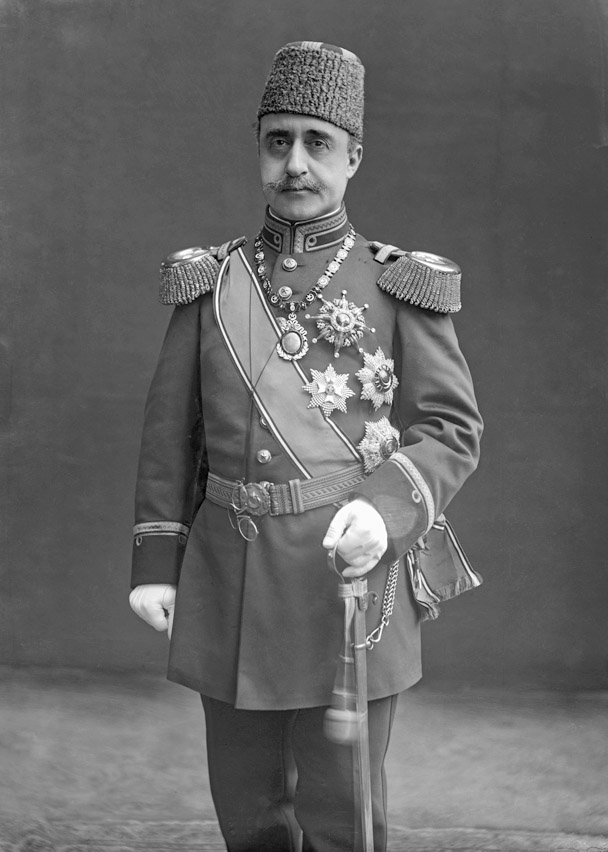
Юсуф Иззеддин-эфенди в 1911 году